# Martha Haynes
Martha Patricia Haynes (1º gennaio 1951) è un'astronoma statunitense.
Dopo aver frequentato il Wellesley College ha studiato alla Indiana University, ottenendo un M.A. nel 1975 e un Ph.D. nel 1978. In seguito ha lavorato al National Astronomy and Ionosphere Center presso l'Osservatorio di Arecibo e dal 1981 ha fatto parte della direzione del Green Bank Telescope in Virginia.

Dal 1983 è docente di astronomia alla Cornell University. 
Specializzata in radioastronomia, Martha Haynes ha ricoperto posizioni di alto livello in vari istituti scientifici. Nel 2003-2008 ha fatto parte del comitato consultivo della sezione di ingegneria e scienze fisiche della National Academy of Sciences e nel 2010 ha collaborato alla redazione della Astronomy and Astrophysics Decadal Review. Dal 2006 al 2012 è stata vice presidente del comitato esecutivo della International Astronomical Union.
È sposata con l'astronomo italo-americano Riccardo Giovanelli, assieme al quale nel 1989 ha ricevuto la Medaglia Henry Draper per « la prima rappresentazione tridimensionale delle strutture filamentari a grande scala dell'universo visibile ».
È membro della American Academy of Arts and Sciences (1999) e della National Academy of Sciences (2000).

## Pubblicazioni
Martha Haynes ha pubblicato numerosi articoli scientifici, tra cui:
- Haynes, M. P. and R. Giovanelli: Large-Scale Structure in the Local Universe: The Pisces-Perseus Supercluster. In "Large-Scale Motions in the Universe", Princeton University Press, 1988, p. 45.
- Haynes, M. P.: Evidence for Gas Deficiency in Cluster Galaxies. In "Clusters of Galaxies", Cambridge University Press, New York, 1990, p. 177.
- Vogt, N. P., T. Herter, M. P. Haynes and S. Courteau: The Rotation Curves of Galaxies at Intermediate Redshift. Ap. J. Letters 415 (1993).
- Roberts, M. S. and M. P. Haynes: Variation of Physical Properties along the Hubble Sequence. Ann. Rev. Astron. Ap. 32, 115 (1994).
- Haynes, M. P. and A. H. Broeils: Cool HI Disks in Galaxies. In "Gas Disks in Galaxies", J. M. van der Hulst, ed. (Springer-Verlag, New York, 1995)
- Haynes, M. P.: ALFALFA: The Search for (Almost) Dark Galaxies and their Space Distribution. In "Il Nuovo Cimento B", 122/09-11, 1109 (2008).